# Жигайловка (метеорит)
Жигайловка (англ. Zhigailovka) — каменный метеорит-хондрит, падения 1 (12) октября 1787 года. Был найден на смежных полях слободы Жигайловки, в десяти верстах от села Бобрика.
Первое наблюдавшееся падение метеорита на территории Российской империи.
Неофициальные названия метеорита: Бобрик (Bobrik); Харьков (Khar’kov); (Kharkov); (Charkov); Лебедин (Lebedin); (Jigalovka); (Zhigajiovka); (Zigajiowka).

## Описание
Упал возле слободы Жигайловка (ныне Тростянецкого района, Сумской области, Украина), 50`36’N 035`06’E 12 октября 1787 в 15 часов.
Это первый метеорит, найденный на территории современной Украины.